# Mineraalwater

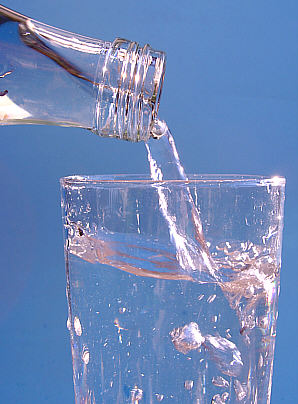
Mineraalwater uit fles

Mineraalwater is water dat mineralen bevat die het een specifieke smaak geven. Zouten, zwavelverbindingen en gassen zijn voorbeelden van stoffen die in het water zijn opgelost. Sommige mineraalwaters zouden volgens overlevering therapeutische eigenschappen hebben.
Traditionele mineraalwaters werden gebruikt of geconsumeerd bij hun bron. Bij deze bronnen ontstonden vaak kuuroorden, waar echter meer in het water gebaad werd dan dat het water geconsumeerd werd.
Geleidelijk is het bottelen en verkopen van mineraalwater in zwang geraakt. Het reizen naar een bron om rechtstreekse toegang tot het water te verkrijgen, komt weinig voor en is vaak onmogelijk door het afbakenen van de betreffende bron voor commerciële ontginning. Er zijn op omstreeks 2012 meer dan 3500 merken mineraalwater wereldwijd beschikbaar.

## Definitie natuurlijk mineraalwater
De EU definieert natuurlijk mineraalwater als: "Bacteriologisch gezond water, een watervlak of een onderaardse laag tot oorsprong hebbende, afkomstig van een bron geëxploiteerd door een of meer natuurlijke of kunstmatige ontspringingspunten".

### Mineraalwater versus bronwater
De voornaamste verschillen tussen natuurlijk mineraalwater en bronwater zijn:
- De geologische en hydrologische kenmerken van de bron, de chemische, fysische en microbiologische samenstelling en de klinische en farmacologische eigenschappen van natuurlijk mineraalwater moeten gekarakteriseerd worden; voor bronwater hoeft dat onderzoek niet te worden uitgevoerd.
- De samenstelling, de temperatuur en andere essentiële kenmerken van natuurlijk mineraalwater moeten constant blijven binnen natuurlijke schommelingen en niet door het debiet van de bron beïnvloed worden; bronwater stelt daar geen eisen aan.
- Natuurlijk mineraalwater dient bij de bron te worden gebotteld, bronwater mag ook elders worden gebotteld.

Mineraalwater, dat door een van de EU landen is erkend, mag overal in de EU worden verkocht. Bronwater mag in andere EU landen dan het land van erkenning worden tegengehouden totdat het is gekeurd en in orde bevonden omdat bronwater moet voldoen aan de drinkwaternormen per land.

### Mineraalwater versus leidingwater
De voornaamste verschillen tussen natuurlijk mineraalwater en leidingwater zijn:
- Bij mineraalwater worden eisen gesteld aan de bronnen waaruit wordt gewonnen (zie hierboven), bij drinkwater worden eisen gesteld aan de kwaliteit van het eindproduct dat voor menselijke consumptie geschikt moet zijn.
- Mineraalwater bevat (veel) mineralen en sporenelementen en is daardoor bewust minder 'zuiver' dan drinkwater. De Duitse Stiftung Warentest constateerde in 2012 echter dat mineraalwater in veel gevallen 'weinig tot zeer weinig' minerale stoffen bevat, vaak zelfs minder dan gewoon kraanwater.[2]
- De kwaliteitseisen voor mineraalwater zijn omschreven in het Warenwetbesluit Verpakte Waters. Van 15 stoffen staat daarin beschreven wat de maximale of minimale hoeveelheid in het water mag zijn. Leidingwater valt in de Warenwet onder drinkwater, samen met bronwater. Voor drinkwater zijn eisen opgesteld voor een lijst van 65 stoffen. Daardoor kan het voorkomen dat mineraalwater niet voldoet aan de drinkwaternorm.
- Mineralen zijn goed voor het lichaam, maar met normale voeding en leidingwater krijgt iedereen voldoende binnen.[3] De nieren scheiden een teveel aan mineralen via de urine uit. Daarom is het drinken van mineraal- of bronwater niet gezonder dan kraanwater.
- 60% van het Nederlandse kraanwater komt uit soortgelijke of dezelfde ondergrondse bronnen als fleswater.
- Op de website van mineraalwaterproducenten is nog steeds te lezen dat kraanwater met chloor gereinigd wordt.[bron?] In Nederland is het echter sinds 2005 verboden om kraanwater te zuiveren met chloor.[4] Slechts bij uitzondering mag dat wel; zoals bij een leidingbreuk of een besmetting.[bron?] In Vlaanderen wordt wel chloor gebruikt, maar in kleine hoeveelheden die niet schadelijk zijn voor de gezondheid.[5]
- Doordat bij mineraalwater verpakking en vervoer noodzakelijk zijn, en bij kraanwater niet, is mineraalwater zo'n 30 tot 1.300 maal slechter voor het milieu dan kraanwater.[6]
- Flessenwater is 150 tot 500 keer duurder dan leidingwater.[6]

## Natuurlijke gashoudende mineraalwaters
Natuurlijke gashoudende mineraalwaters ontwikkelen aan de oorsprong of na bottelen, spontaan en duidelijk zichtbaar, koolzuurgas onder normale temperatuur en druk. Gashoudende mineraalwaters worden ingedeeld in drie categorieën met de volgende gereserveerde benamingen volgens EU richtlijn 80/777/EEG:
- Natuurlijk gashoudend mineraalwater: water waarvan het gehalte aan koolzuurgas afkomstig van de bron , na eventueel decanteren en botteling, even groot is als bij het ontspringen, eventueel rekening houdend met het opnieuw inbrengen van een hoeveelheid van hetzelfde watervlak of dezelfde onderaardse laag afkomstig gas, equivalent met het gas dat tijdens die bewerking is vrijgekomen en onder voorbehoud van de gebruikelijke technische toleranties.
- Met brongas versterkt natuurlijk mineraalwater: water waarvan het gehalte aan van hetzelfde watervlak of dezelfde onderaardse laag afkomstig koolzuurgas, na eventueel decanteren en botteling, hoger ligt dan bij het ontspringen is waargenomen.
- Natuurlijk mineraalwater met toegevoegd koolzuurgas: water waaraan koolzuurgas is toegevoegd dat een andere oorsprong heeft dan het watervlak of de onderaardse laag waarvan het afkomstig is.

## Soorten
Mineraalwater kan worden opgedeeld in verschillende categorieën volgens de chemische eigenschappen:
- Zwak mineraalhoudend: ten hoogste 500 mg/l minerale zouten, berekend als vast residu.
- Zeer zwak mineraalhoudend: ten hoogste 50 mg/l minerale zouten, berekend als vast residu.
- Rijk aan minerale zouten: meer dan 1500 mg/l minerale zouten, berekend als vast residu.
- Bicarbonaathoudend: meer dan 600 mg/l bicarbonaat.
- Sulfaathoudend: meer dan 200 mg/l sulfaten.
- Chloridehoudend: meer dan 200 mg/l chloride.
- Calciumhoudend: meer dan 150 mg/l calcium.
- Magnesiumhoudend: meer dan 50 mg/l magnesium.
- Fluorhoudend: meer dan 1 mg/l fluor.
- IJzerhoudend: meer dan 1 mg/l tweewaardig ijzer.
  - vb.: Vittel, Passy, Saint Nectaire, Forges...
- Zwak verzuurd: meer dan 250 mg/l vrij koolzuurgas.
- Natriumhoudend: meer dan 200 mg/l natrium.
- Geschikt voor zoutarm dieet: het gehalte aan natrium bedraagt minder dan 20 mg/l.

## Consumptie
De gemiddelde Nederlander drinkt anno 2007 21,9 liter mineraalwater per jaar. Dit is ongeveer een kwart meer dan in 2002.
Het bekendste mineraalwater in Nederland en België is Spa, uit België. De eigennaam van dit merk is (in Nederland) een soortnaam geworden. Om in de horeca een plat mineraalwater te bestellen wordt vaak volstaan met de vraag om een spa blauw, terwijl de bestelling een spa rood alstublieft leidt tot de bezorging van een glas gashoudend water van een willekeurig merk.
Bekende mineraalwaters uit Nederland zijn Bar-le-Duc en Sourcy. Bekende Franse merken zijn Vittel, Perrier en Evian (Kylle). Een bekend merk gemineraliseerd water uit Duitsland is Gerolsteiner.

## Verontreinigingen
Evenals bij leidingwater zijn bij diverse mineraalwaters verontreinigingen aangetroffen met sporen van bestrijdingsmiddelen in de landbouw, kunstmatige zoetstoffen en medicijnen. Via oppervlaktewater verontreinigingen kunnen deze stoffen diep in het aardoppervlak indringen en zo het water van de bronnen bereiken en verontreinigen.
Mineraalwater uit plasticflessen zou volgens Amerikaans onderzoek uit 2024 gemiddeld 240.000 (nano-)plasticdeeltjes per liter bevatten. Hoeveel van deze deeltjes samen met de urine het lichaam weer verlaten, is onbekend.